# Cupa României 1999-2000
Ediția 1999-2000 a fost a 62-a ediție a Cupei României la fotbal. A fost câștigată de Dinamo București, care a învins-o în finală pe Universitatea Craiova.

## Desfășurare
În șaisprezecimi au participat 32 de echipe, fază în care intrau și echipele din Divizia A. Dacă după 90 de minute scorul era egal se jucau două reprize de prelungiri a câte 15 minute. Dacă după prelungiri scorul era tot egal, soarta calificării se decidea la loviturile de departajare.

## Șaisprezecimi
| Data               | Echipă gazdă                 |   | Echipă oaspete    | Rezultat   |
| ------------------ | ---------------------------- | - | ----------------- | ---------- |
| 21 septembrie 1999 | Hondor Agigea                | – | Rapid București   | 3:4 (pen.) |
|                    | Vagonul Arad                 | – | Steaua București  | 0:1        |
|                    | AS Curtea de Argeș           | – | FC Național       | 0:3        |
|                    | Inter Petrila                | – | Astra Ploiești    | 1:3        |
| 22 septembrie 1999 | Vrancart Adjud               | – | CSM Reșița        | 0:1        |
|                    | Progresul Pecica             | – | FCU Craiova       | 1:3        |
|                    | Petrolul Berca               | – | Farul             | 3:2 (d.p.) |
|                    | FC Brașov                    | – | Onești            | 4:1        |
|                    | Tractorul Brașov             | – | Dinamo București  | 1:4        |
|                    | Cimentul Fieni               | – | Oțelul Galați     | 1:2 (d.p.) |
|                    | Metalul Filipeștii de Pădure | – | Petrolul Ploiești | 0:1        |
|                    | Ceahlăul                     | – | Extensiv Craiova  | 4:1        |
|                    | Foresta Fălticeni            | – | Argeș Pitești     | 1:2 (d.p.) |
|                    | Șomcuța Mare                 | – | FCM Bacău         | 0:1 (d.p.) |
|                    | Oțelul Ștei                  | – | Rocar             | 0:3        |
|                    | Pandurii                     | – | Gloria Bistrița   | 1:2 (d.p.) |

## Optimi
| Dată              | Oraș      | Gazdă            |   | Oaspete           | Rezultat   |
| ----------------- | --------- | ---------------- | - | ----------------- | ---------- |
| 12 octombrie 1999 | Brașov    | Rapid București  | – | Gloria Bistrița   | 1:0        |
|                   | Iași      | FCM Bacău        | – | Ceahlăul          | 1:0        |
|                   | Pitești   | FCU Craiova      | – | Steaua București  | 1:0        |
|                   | Plopeni   | FC Național      | – | FC Brașov         | 4:2        |
| 13 octombrie 1999 | Berca     | Petrolul Berca   | – | Petrolul Ploiești | 0:2        |
|                   | București | Dinamo București | – | Rocar             | 3:1        |
|                   | Buzău     | Oțelul Galați    | – | Astra Ploiești    | 2:1 (d.p.) |
|                   | Caracal   | CSM Reșița       | – | Argeș Pitești     | 3:1        |

## Sferturi
| Dată              | Oraș           | Gazdă            |   | Oaspete           | Rezultat   |
| ----------------- | -------------- | ---------------- | - | ----------------- | ---------- |
| 10 noiembrie 1999 | București      | Dinamo București | – | FC Național       | 3:1        |
|                   | Buzău          | Rapid București  | – | FCM Bacău         | 2:1 (d.p.) |
|                   | Râmnicu Vâlcea | FCU Craiova      | – | Petrolul Ploiești | 1:0        |
|                   | Sibiu          | Oțelul Galați    | – | CSM Reșița        | 2:1        |

## Semifinale
Turul s-a jucat pe 15 martie 2000, iar returul pe 12 aprilie 2000.
| Gazdă         | Scor | Oaspete          | Tur | Retur |
| ------------- | ---- | ---------------- | --- | ----- |
| Oțelul Galați | 1:5  | Dinamo București | 0:2 | 1:3   |
| FCU Craiova   | 3:2  | Rapid București  | 2:0 | 1:2   |

## Finala
| 13 mai 2000 20:30 | Dinamo București                            | 2 – 0 | FCU Craiova | Stadionul Național, București Spectatori: 65.000 Arbitru: Sorin Corpodean (Ocna-Mureș) |
| 13 mai 2000 20:30 | 30' (pen) Marius Niculae 89' Cătălin Hâldan |       |             | Stadionul Național, București Spectatori: 65.000 Arbitru: Sorin Corpodean (Ocna-Mureș) |

| DINAMO BUCUREȘTI: |                  |     |
|                   |                  |     |
| P                 | Ștefan Preda     |     |
| F                 | Giani Kiriță     |     |
| F                 | Valentin Năstase |     |
| F                 | Gheorghe Mihali  |     |
| F                 | Daniel Florea    |     |
| M                 | Florentin Petre  | 90' |
| M                 | Cătălin Hâldan   |     |
| M                 | Ioan Lupescu     |     |
| M                 | Daniel Iftodi    |     |
| A                 | Adrian Mihalcea  | 69' |
| A                 | Marius Niculae   | 89' |
| Înlocuiri:        |                  |     |
| A                 | Bogdan Mara      | 69' |
| A                 | Claudiu Drăgan   | 89' |
| F                 | Cornel Buta      | 90' |
| Antrenor:         |                  |     |
| Cornel Dinu       |                  |     |

| UNIVERSITATEA CRAIOVA: |                   |     |
|                        |                   |     |
| P                      | Florin Prunea     |     |
| F                      | Flavius Stoican   |     |
| F                      | Cosmin Bărcăuan   |     |
| F                      | Florin Bătrânu    |     |
| F                      | Corneliu Papură   | 68' |
| M                      | Ionuț Dragomir    | 57' |
| M                      | Marius Sava       |     |
| M                      | Silvian Cristescu |     |
| M                      | Cornel Frăsineanu |     |
| A                      | Alin Vigariu      | 82' |
| A                      | Claudiu Niculescu |     |
| Înlocuiri:             |                   |     |
| M                      | Ștefan Grigorie   | 62' |
| F                      | Robert Vancea     | 68' |
| A                      | Eugen Neagoe      | 82' |
| Antrenor:              |                   |     |
| Emil Săndoi            |                   |     |